# Liste de peintres danois
Voici une liste de peintres danois qui sont nés au Danemark ou dont la production créative est associée à ce pays :

## A
- Axel Aabrink (1887-1965)
- Jørgen Aabye (1868-1959)
- Carl Frederik Aagaard (1833-1895)
- Nikolaj Abraham Abildgaard (1744-1809)
- Georg Achen (1860-1912)
- Else Alfelt (1910-1974)
- Peder Als (1725-1776)
- Peter Alsing Nielsen (1907-1985)
- Catherine Engelhart Amyot (1845-1926)
- Anna Ancher (1859-1935)
- Michael Ancher (1849-1927)
- Morten Andersen (born 1976)

## B
- Carl Baagøe (1829-1902)
- Otto Bache (1839-1927)
- Carl Balsgaard (1812-1893)
- Emil Bærentzen (1799-1868)
- Mogens Ballin (1871-1914)
- Magdalene Bärens (1737-1808)
- Poul Anker Bech (1942-2009)
- Wilhelm Bendz (1804-1832)
- Albert Bertelsen (1921-2019)
- Ejler Bille (1910-2004)
- Jens Birkholm (1869-1915)
- Wilhelm Bissen (1836-1913)
- Carl Heinrich Bloch (1834-1890)
- Lars Bo (1924-1999)
- Jørgen Boberg (1940-2009)
- Peter Brandes (born 1944)
- Hans Andersen Brendekilde (1857-1942)
- Victor Brockdorff (1911-1992)
- Laura Brun-Pedersen (1883-1961)
- Johan Jacob Bruun (1715-1789)
- Eva Louise Buus (born 1979)

## C
- Emil Carlsen (1853-1932)
- Andreas Riis Carstensen (1844-1906)
- Ebba Carstensen (1885-1967)
- Johannes Carstensen (1924-2010)
- C.C.A. Christensen (1831-1912)
- Godfred Christensen (1845-1928)
- Poul Simon Christiansen (1855-1933)
- Franciska Clausen (1899-1986)
- Gad Frederik Clement (1867-1933)
- Janus La Cour (1837-1909)

## D
- Carl Dahl (1812-1865)
- Christen Dalsgaard (1824-1907)
- Sven Dalsgaard (1914-1999)
- Inger Lut Debois (1931-2015), painter
- Heinrich Dohm (1875-1940)
- Anton Dorph (1831-1914)
- Bertha Dorph (1875-1960)
- Dankvart Dreyer (1816-1852)

## E
- Christoffer Wilhelm Eckersberg (1783-1853)
- Heinrich Eddelien (1802-1852)
- Eiler Rasmussen Eilersen (1827-1912)
- Ib Eisner (1925-2003)
- Harald Rudyard Engman (1903-1968)
- Julius Exner (1825-1910)

## F
- Paul Gustave Fisher (1860-1934)
- Johanna Marie Fosie (1726-1764)
- Wilhelm Freddie (1909-1995)
- Didrik Frisch (1836-1867)
- Cladius Detlev Fritzsch (1765-1841)
- Lorenz Frølich (1820-1908)
- Georg Mathias Fuchs (1719-1797)

## G
- Paul Gadegaard (1920-1996)
- Johan Vilhelm Gertner (1818-1871)
- Ib Geertsen (1919-2009)
- Albert Gottschalk (1866-1906)
- Vilhelm Groth (1842-1899)

## H
- Erik Hagens (born 1940)
- Hans Jørgen Hammer (1815-1882)
- Svend Hammershøi (1873-1948)
- Vilhelm Hammershøi (1864-1916)
- Constantin Hansen (1804-1880)
- Hans Hansen (1769-1828)
- Heinrich Hansen (painter) (1821-1890)
- Peter Hansen (1868-1928)
- Otto Haslund (1842-1917)
- Arne Haugen Sørensen (born 1932)
- Sven Havsteen-Mikkelsen (1912-1999)
- Henry Heerup (1907-1993)
- Ella Heide (1871-1956)
- Einar Hein (1875-1931)
- Erik Henningsen (1855-1930)
- Frants Henningsen (1850-1908)
- Marie Henriques (1866-1944)
- Sally Henriques (1815-1886)
- Carsten Henrichsen (1824-1897)
- Søren Hjorth Nielsen (1901-1983)
- Niels Peter Holbech (1804-1889)
- Johannes Holbek (1872-1903)
- Christian Holm (1804-1846)
- Heinrich Gustav Ferdinand Holm (1803-1861)
- Paul Høm (1905-1994)
- Christian Horneman (1765-1844)
- Johannes Holt-Iversen (born 1989)
- Sophie Holten (1858-1930), painter
- Suzette Holten (1863-1937), painter, ceramist
- Oluf Høst (1884-1966)
- Bizzie Høyer (1888-1971)
- Cornelius Høyer (1741-1804)
- Knud Hvidberg (1927-1986)

## I
- Peter Ilsted (1861-1933)
- Valdemar Irminger (1850-1938)
- Victor Isbrand (1897-1989)

## J
- Egill Jacobsen (1910-1998)
- Georg Jacobsen (1887-1976)
- Robert Jacobsen (1912-1993)
- Ville Jais-Nielsen (1885-1949)
- Axel P. Jensen (1885-1972)
- Christian Albrecht Jensen (1792-1870)
- Johan Laurentz Jensen (1800-1856)
- Karl Jensen (1851-1933)
- Elisabeth Jerichau-Baumann (1819-1881)
- Harald Jerichau (1851-1878)
- August Jerndorff (1846-1906)
- Carl Ludwig Jessen (1833-1917)
- Svend Johansen (1890-1970)
- Asger Jorn (1914-1973)
- Jens Juel (1745-1802)

## K
- Ludvig Kabell (1853-1902)
- F.C. Kiærskou (1805-1891)
- Anton Eduard Kieldrup (1826-1869)
- Helvig Kinch (1872-1956)
- Per Kirkeby (born 1938)
- Anna Klindt Sørensen (1899-1985)
- Jesper Knudsen (born 1964)
- Christen Købke (1810-1848)
- Elise Konstantin-Hansen (1858-1946)
- John Kørner (born 1967)
- Hendrick Krock (1671-1738)
- Christian Krohg (1852-1925)
- Pietro Krohn (1840-1905)
- Marie Krøyer (1867-1940)
- Peder Severin Krøyer (1851-1909)
- Albert Küchler (1803-1886)
- Michael Kvium (born 1955)
- Vilhelm Kyhn (1819-1903)

## L
- Alhed Larsen (1872-1927)
- Emanuel Larsen (1823-1859)
- Johannes Larsen (1867-1961)
- Freddie A. Lerche (born 1937)
- Harald Leth (1899-1986)
- Georg Emil Libert (1820–1908)
- Christian August Lorentzen (1746-1828)
- Christine Løvmand (1803-1872)
- Jens Lund (1871-1924)
- J. L. Lund (1777-1867)
- Johan Thomas Lundbye (1818-1848)
- Anders Christian Lunde (1809–1886)
- Marie Luplau (1848–1925)
- Anne Marie Lütken (1916-2001)

## M
- Niels Macholm (1915-1997)
- Ernst Mahler (1797-1861)
- Lise Malinovsky (born 1957)
- Sonja Ferlov Mancoba (1911-1984)
- Wilhelm Marstrand (1810-1873)
- Anton Melbye (1818-1875)
- Fritz Melbye (1826-1869)
- Vilhelm Melbye (1824-1882)
- Albert Mertz (1920-1990)
- Ernst Meyer (1797-1861)
- Jens Peter Møller (1783-1854)
- Mogens Møller (1934-2021)
- Valdemar Schønheyder Møller (1864-1905)
- David Monies (1812-1894)
- Christian Mølsted (1862-1930)
- Peder Mørk Mønsted (1859-1941)
- Richard Mortensen (1910-1993)
- Adam August Müller (1811-1844)
- Emilie Mundt (1842-1922)

## N
- Elisabeth Neckelmann (1884-1956)
- Hermania Neergaard (1799-1875)
- Rasmus Nellemann (1923-2004)
- Arthur Nielsen (1883-1946)
- Ejnar Nielsen (1872-1956)
- Jais Nielsen (1885-1961)
- Thorvald Niss (1842-1905)
- Emil Normann (1798-1881)
- Ernestine Nyrop (1888-1975)

## O
- Henrik Olrik (1830-1890)
- John Olsen (born 1938)
- Erik Ortvad (1917-2008)

## P
- Vilhelm Pacht (1843-1912)
- Erik Pauelsen (1749-1790)
- Julius Paulsen (1860-1940)
- Carl-Henning Pedersen (1913-2007)
- Sophie Pedersen (1885-1850)
- Vilhelm Pedersen (1820–1859)
- Anna Petersen (1845-1910)
- Edvard Petersen (1841-1911)
- Leif Sylvester Petersen (born 1940)
- Vilhelm Petersen (1812-1880)
- Fritz Petzholdt (1805-1838)
- Theodor Philipsen (1840-1920)
- Camille Pissarro (1830-1903)
- Gudrun Poulsen (1918-1999)
- Bolette Puggaard (1798-1847)

## R
- Pia Ranslet (born 1956)
- Tal R (born 1967)
- Erik Raadal (1905-1941)
- Johannes Rach (1720-1783)
- Carl Rasmussen (1841-1893)
- Louise Ravn-Hansen (1849-1909)
- Jytte Rex (born 1942)
- L.A. Ring (1854-1933)
- Elof Risebye (1892-1961)
- Jørgen Roed (1808-1888)
- Johan Rohde (1856-1935)
- Martinus Rørbye (1803-1848)
- Anna Rosenkrantz (1864-1923)
- Vilhelm Rosenstand (1838-1915)
- Godtfred Rump (1816-1880)

## S
- August Schiøtt (1823-1895)
- Alfred Schmidt (1858-1938)
- Ludvig Abelin Schou (1838-1867)
- Peter Alfred Schou (1844-1914)
- Ole Schwalbe (1929-1990)
- Carl Christian Seydewitz (1777-1857)
- Herman Siegumfeldt (1833-1912)
- Alfred Simonsen (1906-1935)
- Niels Simonsen (1807-1885)
- Joakim Skovgaard (1856-1933)
- Niels Skovgaard (1858-1938)
- P.C. Skovgaard (1817-1875)
- Agnes Slott-Møller (1862-1937)
- Harald Slott-Møller (1864-1937)
- Frederik Sødring (1809-1862)
- Jens Søndergaard (1895-1957)
- Jørgen Sonne (1801-1890)
- Carl Frederik Sørensen (1818-1879)
- Ole Sporring (born 1941)
- Niels Larsen Stevns (1864–1941)
- Christine Swane (1876-1960)
- Sigurd Swane (1879-1973)
- Anna Syberg (1870-1914)
- Ernst Syberg (1906-1981)
- Fritz Syberg (1862-1939)

## T
- Carl Thomsen (1847-1912)
- Reinhold Timm (?–1639)
- Peter Tom-Petersen (1861-1926)
- Kurt Trampedach (1943-2013)
- Eleonora Tscherning (1817-1890)
- Laurits Tuxen (1853-1927)
- Nicoline Tuxen (1853-1927)

## V
- Herman Vedel (1875-1948)

## W
- Olga Wagner (1873-1963)
- Bertha Wegmann (1847-1926)
- Edvard Weie (1879-1943)
- Friedrich Bernhard Westphal (1803-1844)
- Johannes Wilhjelm (1868-1938)
- Jens Ferdinand Willumsen (1863-1958)
- Svend Wiig Hansen (1922-1997)
- Bjørn Wiinblad (1918-2006)
- Abraham Wuchters (1608-1682)

## Z
- Christian Zacho (1843-1913)
- Kristian Zahrtmann (1843-1917)
- Johann Georg Ziesenis (1716-1777)